# Bankass (Kreis)

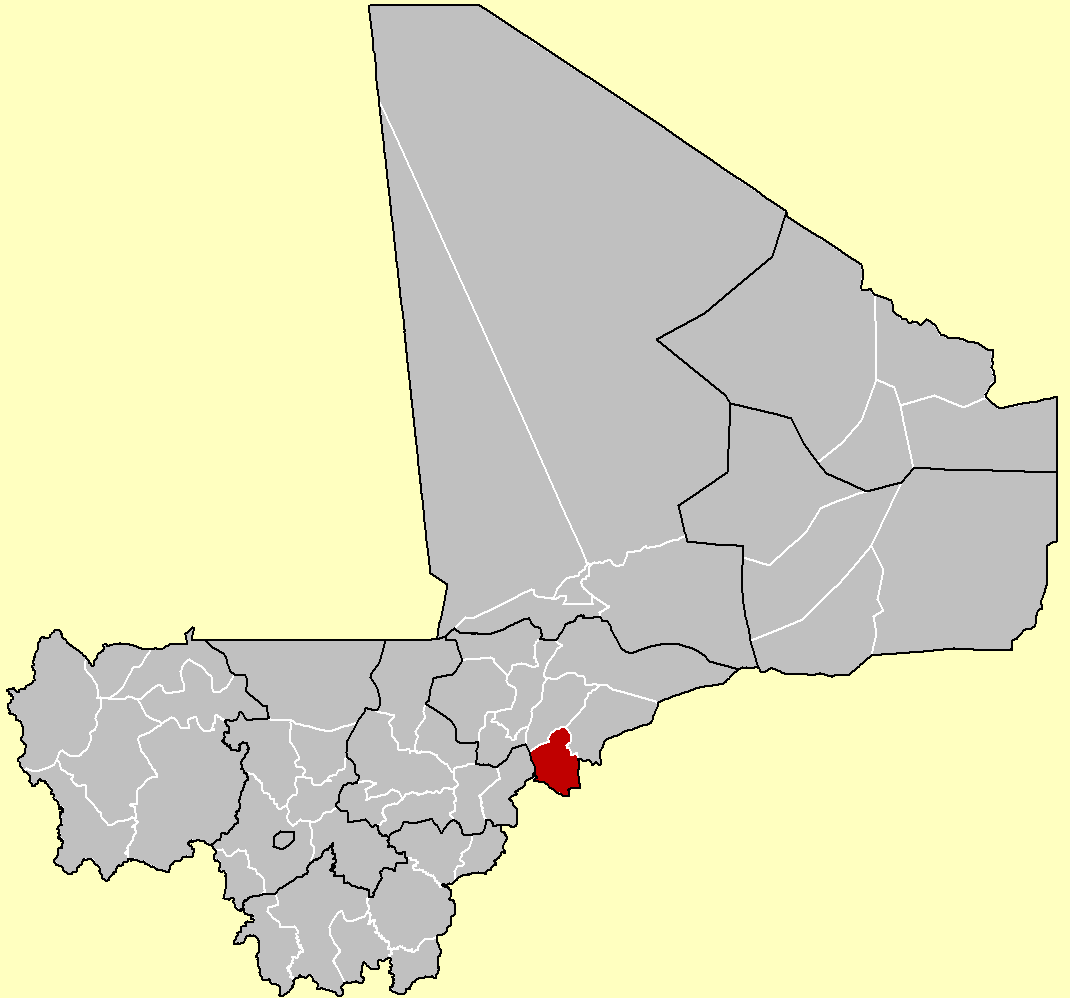
Kreis Bankass

Bankass ist der Name eines Kreises (franz. cercle de Bankass) in der Region Mopti in Mali.
Der Kreis teilt sich in 12 Gemeinden, die Einwohnerzahl betrug beim Zensus 2009 263.466 Einwohner. (Zensus 2009)
Gemeinden: Bankass (Hauptort), Baye, Diallassagou, Dimbal Habbé, Kani Bonzon, Koulogon Habbé, Lessagou Habbé, Ouenkoro, Ségué, Sokoura, Soubala, Tori.